# Землетрясение в Алжире (2010)
Землетрясение магнитудой 5,3 произошло 14 мая 2010 года в 12:29:22 (UTC) в северном Алжире, в 10,7 км к юго-западу от Бордж-Бу-Арреридж. Гипоцентр землетрясения располагался на глубине 2,0 км.
Землетрясение ощущалось в населённых пунктах: Алжир, Бирхадем, Бордж-Бу-Арреридж, Буира, Бумердес, Бу-Саада, Константина, Тизи-Узу. В результате землетрясения 2 человека погибли, 43 получили ранения. Экономический ущерб от землетрясения составил по разным оценкам от 0,87 до 4,35 млн долларов США.
В течение 10 дней после главного сейсмического удара в этом же регионе было зафиксировано два афтершока:
| Дата / время        | Магнитуда |
| ------------------- | --------- |
| 16.05.2010 06:52:42 | 5,1       |
| 23.05.2010 13:28:16 | 5,2       |